# 미국까마귀
미국까마귀(American crow)는 까마귀과 까마귀속에 속하는 대형 연작류이다. 학명은 코르부스 브라키린코스(Corvus brachyrhynchos). 북아메리카 대부분의 지역에서 발견되는 흔한 새이다. 유라시아의 송장까마귀 및 두건까마귀에 대응되는 생태지위를 점하고 있다.
전신이 새까만 몇 안 되는 까마귀 중 하나이다. 같은 지역에 분포하는 전신이 검은색인 까마귀로는 큰까마귀와 생선까마귀도 있지만 큰까마귀와는 덩치로, 생선까마귀와는 생태 습성으로 구분된다.